# Hearts of Iron II
『Hearts of Iron II』（Hoi2）は2005年1月に発売された歴史シミュレーションゲーム。
日本語版は2005年12月2日に発売。

## ゲームシステム
技術研究システムの変更、空戦・海戦の簡略化、外交活動の変更、その他多くの軍事システム変更がなされた。

### 国家
HoI2では、175ヶ国以上の中から1国を選んでプレイすることができる、と謳われている。その多くはゲーム中に定められた条件を満たしたときにのみ登場する国であるが、それでもキャンペーンシナリオでは数十の国を選択可能である。

### 同盟・陣営
プレイヤーおよびAIの担当する各国家は、軍事同盟を締結することができる。この同盟は全て攻守同盟であり、同盟を結んだ国のいずれかが戦争状態になれば他の同盟国も必ず参戦しなければならない。同盟はゲームの主役となる三大同盟とそれ以外の小同盟とに分けられる。ゲームでは史実に基いた外交関係が設定されており、独自の同盟関係も築ける。
第二次世界大戦のイデオロギー対立の要素がゲームデザインに加えられており、国の政体はファシズム（=右派・独裁）、民主主義、共産主義（=左派・独裁）の3つに大分類される。それぞれ三大同盟の枢軸・連合・共産に対応している。

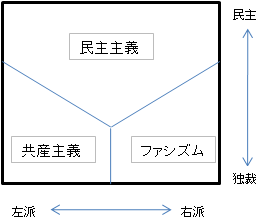
HoI2シリーズにおけるイデオロギーと政体の関係

枢軸国
三大同盟の一つ。ファシズム国家による同盟で、盟主はドイツ。HoI2シリーズでは対連合戦、対共産戦の時期が異なるため、日本は枢軸に加盟しない（「大東亜共栄圏」という独立した陣営を結成する）。
連合国
三大同盟の一つ。民主主義国家による同盟で、盟主はイギリス。民主主義の国は世論や政策の影響で、同盟や宣戦布告に制約がつくため対応が後手に回りやすい。また、英仏は平時に工業力マイナス補正がつき戦争準備を整える余裕が少ないことも特徴である。共産主義陣営を独立した大同盟として扱うため、ソ連は連合に加盟しない。
コミンテルン
三大同盟の一つ。共産主義国家による同盟で、盟主はソビエト連邦。HoI2: Doomsdayでは、枢軸消滅後にアメリカ合衆国と第三次世界大戦を戦う核戦争シナリオ "Doomsday" がある。

## DLC

### Hearts of Iron II: Doomsday
2006年4月4日に発売。日本語版は2006年8月4日に発売。Hearts of Iron IIの拡張パック。拡張パックと銘打たれているが、単体でプレイすることができる。
ゲーム期間が1953年まで延長されており、冷戦や第三次世界大戦がテーマとなっている。システム面でも、諜報戦などの機能追加や、ICの自動割り当てなどの改良がなされている。追加キャンペーンシナリオのDoomsdayは、第二次世界大戦終結直後の1945年10月に、米ソ対立から第三次世界大戦が勃発したとする架空のシナリオである。モスクワへの核攻撃から始まるこのシナリオでは、米ソの総力戦が繰り広げられることになる。

### Hearts of Iron II: Doomsday - "Armageddon"
Hearts of Iron II Doomsdayのブースターパック。2007年3月29日に発売。日本語版は2007年9月7日に発売。「欧州ソヴィエト」「オーストララシア」等の架空の少数の地域大国が世界を分割し、史実とは全く違った歴史の中を歩んできた国々を1936年からプレイできる新作シナリオ（Armageddon、The Abyss）が2本同梱されている。これらは各国家の強さが均一化されているため、マルチプレイを主眼に置いたシナリオである。
その他の大きな変更点として、ゲーム終了年度が可変となり、最大1964年まで延長された他、海戦・空戦のバランスが変更され、占領した国家の研究機関を引継げる等の新要素が含まれた。

### Arsenal of Democracy
Mod製作者が設立したBL-Logic社が、ベースにパラドックス社からHearts of Iron IIのソースコードの提供を受けて開発した作品。MODではなく、単体でプレイ可。AIの変更、シナリオの追加など、HoI2をベースに大幅に手が加えられている。2010年2月23日に発売。日本語版は2010年6月25日に発売。

### Darkest Hour: A Hearts of Iron Game
Arsenal of Democracy同様、Hearts of Iron IIをベースに開発された作品。MODではなく、単体でプレイすることができる。AIの変更のほか、諜報や外交のシステムに変更が加えられている。ダウンロード版のみで2011年4月5日に発売。

### Iron Cross
IRSHAPPA IDが開発したHearts of Iron II、Arsenal of Democracy、Darkest Hourに対応した拡張パック。プロヴィンス・イベント・技術数が増加している。2010年10月7日に発売。日本語版はArsenal of Democracyのみ対応しており、2011年6月24日に発売された。